# Arizelocichla kikuyuensis
El bulbul kikuyu (Arizelocichla kikuyuensis) es una especie de ave paseriforme de la familia Pycnonotidae propia de las montañas que circundan la región de los Grandes Lagos de África. Anteriormente se consideró una subespecie tanto del bulbul cabecioscuro septentrional como del bulbul pechioliva.

## Distribución y hábitat
Se encuentra en los bosques de montaña tropical del este de la República Democrática del Congo, el sur de Uganda, Ruanda, Burundi y el interior de Kenia.